# Бебо Вальдес
Бебо Вальдес (ісп. Bebo Valdés, уроджений Ramón Emilio Valdés Amaro; 9 жовтня 1918, Ківікан — 22 березня 2013, Стокгольм) — кубинський піаніст і композитор, одна з центральних фігур золотого століття кубинських біг-бендів (великих джазових оркестрів).
Свою музичну кар'єру Бебо Вальдес почав в 1940-х роках. Піаніст, на творчість якого значний вплив справили американський джаз, африканські та кубинські ритми, виступав у різних клубах Гавани. Після того, як в 1948 році музикант став головним піаністом і аранжувальником найвідомішого гаванського клубу «Тропікана», він, залучаючи до співпраці відомих музикантів і співаків, сприяв популяризації цього розважального закладу у всьому світі. Бувши піаністом, не тільки придумував і аранжував пісні, керував двома оркестрами, але також створив свій унікальний ритм «Батанга».
Після Кубинської революції 1959 року піаніст покинув Кубу і у жовтні 1960 року емігрував до Мексики і згодом у США, тоді як його родина залишилася на Кубі.
На європейських гастролях в 1963 році у Вальдеса зав'язався роман зі шведкою Розою Марією Персон, яка стала пізніше його другою дружиною. Подружжя влаштувалися в Стокгольмі, де Бебо Вальдес в безвісти працював в ресторанах, готелях і на круїзних судах. У 1994 році джазовий музикант Пакіто Д'Рівера, який емігрував з Куби, допоміг йому розпочати заново світову кар'єру, забезпечивши йому контракт на альбом Bebo Rides Again з німецьким музичним лейблом Messidor. Популярність прийшла в 2000 році після виходу документального фільму Фернандо Труеба, присвяченого латиноамериканському джазу, в якому разом з іншими зірками жанру знялися Бебо Вальдес зі своїм сином Чучо. У 2002—2009 роках альбоми Бебо Вальдеса El arte del sabor, Lágrimas negras, Bebo de Cuba und Juntos para siempre тричі нагороджувалися премією «Ґреммі» і шість разів «Латинською Ґреммі». Альбом Lágrimas negras, випущений спільно з іспанським співаком фламенко Дієго ель Сігалом був названий New York Times «найкращим альбомом року».
У шлюбі з першою дружиною, співачкою Пілар Родрігес у Бебо народилися сини Чучо, Рауль і Рамон, а також дочки Міріам і Майра. І син Чучо, і онук Чучіто також прославилися на джазовому терені. Зі своїм сином Чучо Бебо побачився знову тільки через 18 років в 1978 році, коли той гастролював в Нью-Йорку. У 2008 році Бебо і Чучо Вальдес випустили альбом Juntos para siempre («Разом назавжди») і потім вирушили на спільні гастролі. У другому шлюбі у Бебо народилися сини Раймонд і Рікард. З 2007 року Вальдес проживав в Бенальмадені, в андалуській провінції Малага, де з ним в останні роки часто проводив час його син Чучо.
Покинувши Кубу в 1960 році, Бебо Вальдес більше ніколи не повертався на батьківщину. Він обіцяв повернутися на Кубу тільки після падіння режиму Кастро, тому що за його висловом «не терпить диктатур». Попри його різко негативну позицію щодо кубинської влади, засоби масової інформації Куби називали Бебо Вальдеса великим кубинським артистом.
Бебо Вальдеса вразила хвороба Альцгеймера. Незадовго до його смерті діти Бебо від другого шлюбу забрали батька в Стокгольм у зв'язку з погіршенням його стану здоров'я.